# Cervino
Cervino é uma comuna italiana da região da Campania, província de Caserta, com cerca de 5.015 habitantes. Estende-se por uma área de 7 km², tendo uma densidade populacional de 716 hab./km². Faz fronteira com Durazzano (BN), Maddaloni, Santa Maria a Vico, Valle di Maddaloni.

## Demografia
| Variação demográfica do município entre 1861 e 2011                               |
|                                                                                   |
| Fonte: Istituto Nazionale di Statistica (ISTAT) - Elaboração gráfica da Wikipedia |